# Allione (fiume)
L'Allione (in camuno Aliù) è un torrente della provincia di Brescia. Nasce al Passo del Sellero, nelle Alpi Orobie, percorre la Valle del Sellero e la Valle di Paisco e confluisce da destra nell'Oglio a Forno d'Allione, frazione di Berzo Demo, in Val Camonica.
I principali affluenti sono il Largone, lo Scala, ed il Valle dei Molini da sinistra, ed il Vivione, il Gardena, l'Erbigno, il Vallorta, il Manna ed il Plaberta da destra. Bagna Paisco Loveno e Forno d'Allione. I comuni attraversati sono Paisco Loveno e Malonno sulla sponda sinistra, Cerveno, Ono San Pietro, Capo di Ponte, Sellero e Berzo Demo sulla sponda destra.
La Val Paisco è percorsa dalla Strada statale 294 della Val di Scalve tra Forno d'Allione ed il Passo del Vivione.

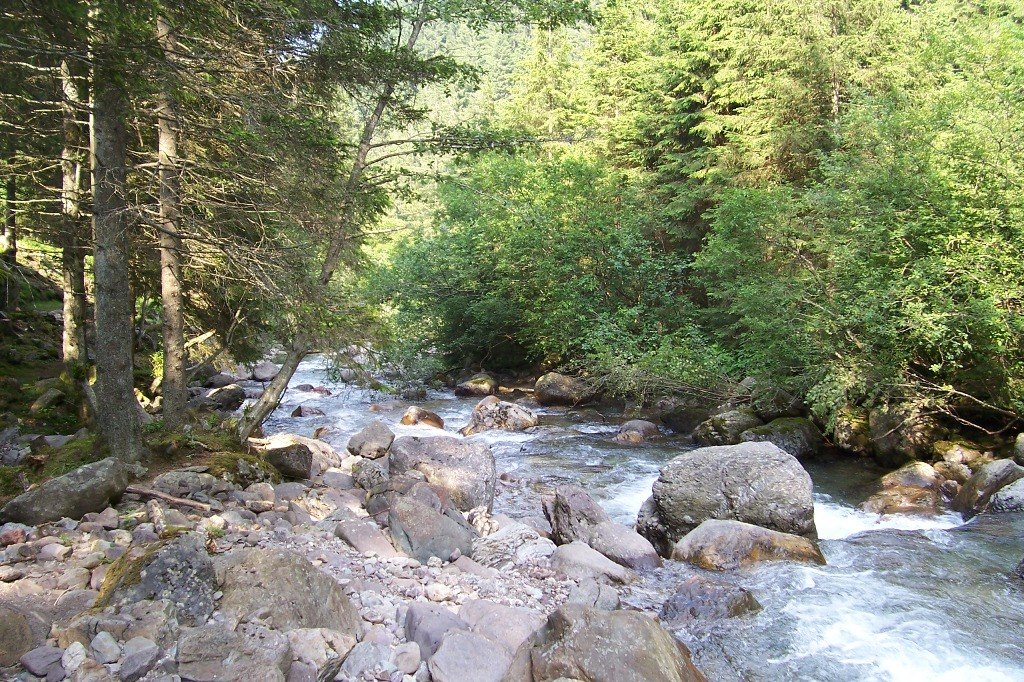
Torrente Allione a Paisco

## Etimologia
La nomenclatura del torrente deriva dall'evoluzione della parola "vallis", divenuta poi "valleone" e quindi poi "Allione".